# Kolej linowa Blida – Chréa
Kolej linowa Blida – Chréa – gondolowa kolej linowa w Algierii łącząca miasto Blida ze szczytem Chréa w Parku Narodowym Chréa i zlokalizowanym tam ośrodkiem narciarskim.

## Historia
Kolej została zbudowana w 1984 przez francuską firmę Pomagalski. W 1993 ruch został wstrzymany. Linia uległa dewastacji z powodu wielokrotnych kradzieży różnych elementów. W czerwcu 2009 to samo przedsiębiorstwo przystąpiło do naprawy kolei za kwotę 281 miliardów centymów.

## Charakterystyka
Kolej linowa składa się z dwóch odcinków: Blida – Béni-Ali i Béni-Ali – Chréa o łącznej długości ponad 7 km. Ma 138 kabin po sześć miejsc każda. Porusza się ze średnią prędkością 5 m/s, czyli około 18 km/h i ma przepustowość 900 osób na godzinę. Zapewnia pasażerom widok na góry Atlas. Rekonstrukcja linii poprawiła los mieszkańców Chréa, którzy nie dysponując własnymi środkami transportu, mieli duże trudności z dotarciem do miasta.